# 江部乙車站
江部乙車站（日语：／ Ebeotsu eki */?）是一由北海道旅客鐵道（JR北海道）所經營的鐵路車站，位於日本北海道瀧川市江部乙町，是JR北海道函館本線沿線的一個無人車站，屬於旭川支社的管轄範圍，由深川車站負責管理。車站名稱的由來是原來的江部乙町，源自阿伊努語中的「ipe-ot-i」（魚很多的地方）或「yupe-ot」（鱘魚很多）。

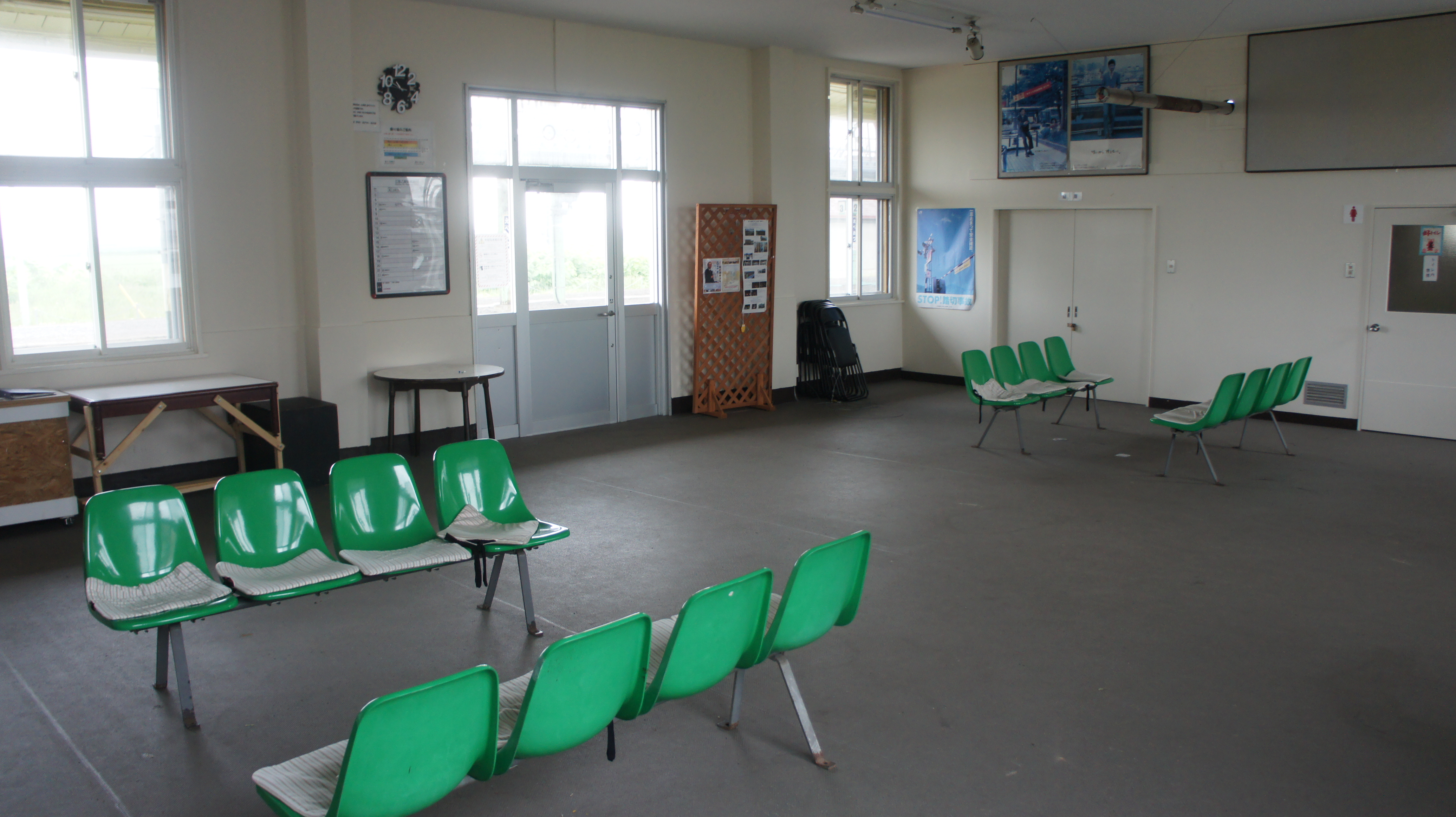
車站內部（2017年7月）

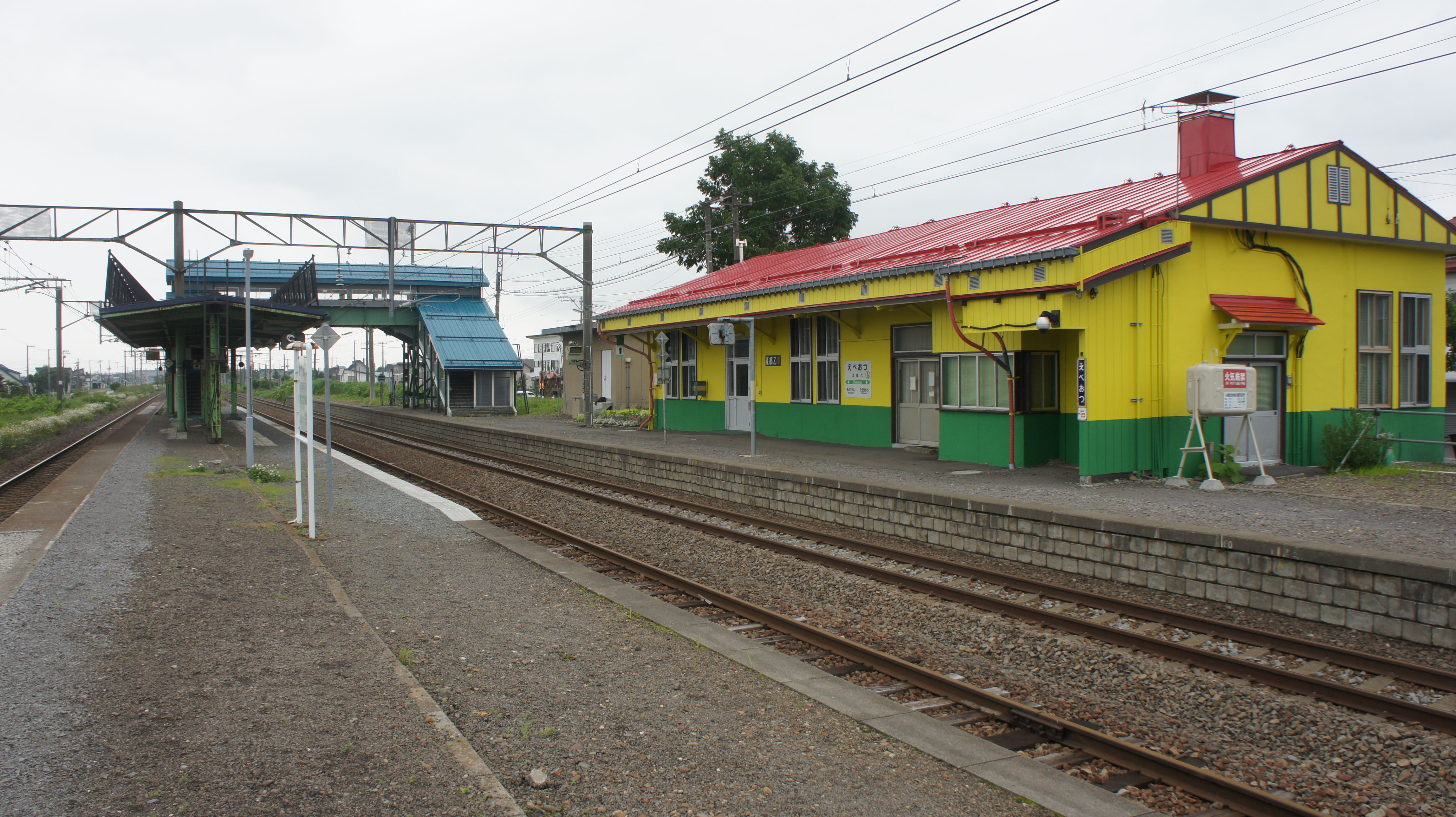
月台(2017年7月)

## 簡介
站內設有一座島式月台與一座側式月台，共三條乘車線，中間以跨線天橋連結。1898年北海道官設鐵道初設本站時，地點並不在今日的站址，而是在距離瀧川車站里程約7.7公里位置處。車站是在1901年時遷移到現址。

## 相鄰車站
北海道旅客鉄道（JR北海道）
■函館本線
瀧川（A21）－江部乙（A22）－妹背牛（A23）